# Dàrdan d'Atenes
Dàrdan (en grec antic: Δάρδανος, llatí: Dardanus) fou un filòsof estoic grec contemporani d'Antíoc d'Ascaló (vers 110 aC). Dirigia l'escola estoica d'Atenes juntament amb Mnesarc, segons que diu Ciceró a les Acadèmiques.